# Фиорета Горини
Фиорèта Горѝни или дел Читадѝно (на италиански: Fioretta Gorini o del Cittadino; * XV век, Флоренция, Флорентинска република; † ?, пак там) е метреса на Джулиано де Медичи, от когото ражда Джулио Дзаноби де Медичи, бъдещ папа Климент VII.

## Произход
Може би е дъщеря на Антонио Горини, по професия производител на брони. „Фиорета“ е галеното ѝ име, а името ѝ е Антония, известна като „Антониета“. Името ѝ е известно от рядък източник – дискусията на Пиерачини дали то е Фиорета Горини или Фиорета дел Читадино.

## Биография
Фиорета ражда син на 26 май 1478 г. след убийството на любовника й Джулиано де Медичи, намушкан с кинжал от убийци в заговора на Паци на 26 април. Детето е кръстено Джулио Дзаноби на 27 май, а негов кръстник е вероятно Антонио да Сангало Стари, на когото е възложено да се грижи за него до 7-годишна възраст. Фиорета очевидно умира рано и Джулио израства с чичо си Лоренцо Великолепни.
Фиорета и Джулиано не са законно женени, но през 1513 г. е използвана вратичка в каноничното право, за да се обяви, че родителите на бъдещия папа са сгодени per sponsalia de presenti и така детето е обявено не за извънбрачно, а за законнородено. Това става по нареждане на друг представител на династията Медичи – папа Лъв X, племенник на Джулиано. Твърди се, че родителите на Джулио всъщност са сключили таен брак, но това най-вероятно се дължи на желанието да се запази репутацията на детето.
За нея не се знае нищо повече. Споменава се, че е живяла в Борго Пинти в къщата на Сангало, но не е ясно дали е живяла там преди раждането на детето. Най-вероятно не, тъй като се споменава, че в къща № 64 в Борго Пинти е сградата на бившия манастир „Сан Силвестро“, пред двореца, където е живял Антонио Горини, бащата на Фиорета. В тази сграда има паметна плоча, че в нея е роден бъдещият римски папа: „В тази къща е роден през 1477 г. от Джулиано де Медичи и Фиорета дел Читадино, каруцар, Джулио, който през 1523 г. става папа с името Климент VII“. На плочата има две неточности: рождената година на папата (1477 вместо 1478 г.), и професията на дядо му по майчина линия („каруцар“ вместо „производител на брони“).

## Фиорета Горини в изкуството
- Женската фигура в Портрет на млада жена на Сандро Ботичели от около 1475 г. и съхранявана във Флоренция в двореца Пити би могъл да е на Фиорета Горини, Симонета Веспучи, Клариса Орсини, Алфонсина Орсини или Лукреция Торнабуони.[5]
- Лицето, изобразено в скулптурата Дама с букет от Андреа дел Верокио от около 1475 г. и се съхранява в музея Барджело във Флоренция, би могло да е Фиорета Горини.[6]

## Фиорета Горини в масовата култура
- Италианският мюзикъл „Принцът на младостта“ (Il principe della gioventù), посветен на любовната история между Фиорета и Джулиано и на Заговора на Паци.
- В италианско-британския драматичен телевизионен сериал „Медичите“ (Medici: Masters of Florence) (2016 – 2019), в ролята на Фиорета е италианската актриса Киара Баскети.